# Sebetlyar
Sebetlyar är en ort i Azerbajdzjan.   Den ligger i distriktet Quba Rayonu, i den nordöstra delen av landet, 140 km nordväst om huvudstaden Baku. Sebetlyar ligger 596 meter över havet och antalet invånare är 1 296.
Terrängen runt Sebetlyar är kuperad åt nordost, men åt sydväst är den bergig. Närmaste större samhälle är Quba, 18,9 km nordväst om Sebetlyar. 
I omgivningarna runt Sebetlyar växer i huvudsak lövfällande lövskog. Runt Sebetlyar är det ganska glesbefolkat, med 47 invånare per kvadratkilometer.